# 潛伏期 (性心理發展)
潜伏期（latency stage）又称潛伏階段，是西格蒙德·弗洛伊德在性心理发展模型中列出的五个阶段之一，该阶段处于口腔期（第一阶段）、肛门期（第二阶段）、性器期（第三阶段）之后，而处于生殖期（第五阶段）之前。

## 簡介
潛伏期大約會在三歲到七歲之間開始（視兒童開始上學的年齡而定），會一直延續到青春期，大約是在八歲到十五歲之間。潛伏期開始及結束的時間會隨兒童受養育的過程而定。佛洛依德在建構此理論時，第一世界的母親多半會在家中照顧小孩，青少年進入青春期的時間會比現今的青少年要晚。
佛洛依德將潛伏期描述為一段較穩定的期間，還沒有發育新的、和性相關的組織，小孩也會不會太注意這個部份。因此此一階段不一定都如佛洛依德所描述的一樣，也可能是個单独的时期。
潛伏期是在性器期之後出現，此時兒童的恋母情结已開始瓦解。兒童認知到他（她）對異性別父母的希望及渴望是無法實現的，因此會远离这些欲望。
他（她）此時也會開始和同性別的父母有認同，性冲动從父母身上轉移到同性別的朋友、及英雄／角色模型的人物上。性及侵略性的驅力會以社會可以認同的方式表示，例如壓抑及升華等心理防衛機制。
在潛伏期時，兒童在恋母/恋父情结中的能量開始轉而讓兒童自我發展。超我已經存在，不過會更有組織及原则。兒童會學習該文化所有的技能及價值觀，由一個被原始驅力影響的嬰兒轉變成一個有理解力的人，而且有複雜的感情，例如羞愧，内疚和厌恶等。兒童開始學習適應現實，而且開始佛洛依德所說的「婴儿失忆症」：壓制小孩最早期的創傷、以性為主、或是邪惡的回憶。